# Anombrocheir
Anombrocheir är ett släkte av mångfotingar. Anombrocheir ingår i familjen Xystodesmidae.
Kladogram enligt Catalogue of Life:
| Anombrocheir | \| \| Anombrocheir bifurcata \| \| \| \| \| \| Anombrocheir spinosa \| \| \| \| |
|              | \| \| Anombrocheir bifurcata \| \| \| \| \| \| Anombrocheir spinosa \| \| \| \| |
|              | Anombrocheir bifurcata                                                          |
|              |                                                                                 |
|              | Anombrocheir spinosa                                                            |
|              |                                                                                 |